# قندرون خشن السويق
قندرون خشن السويق (الاسم العلمي:Chondrilla aspera) هو نوع من النباتات يتبع جنس القندرون من الفصيلة النجمية.